# Lacs, Indre

Lacs este o comună în departamentul Indre, Franța. În 1 ianuarie 2022 avea o populație de 655 de locuitori.